# Michel Suleiman
Michel Suleiman o Michel Sleiman (àrab: ميشال سليمان, Mīxāl Sulaymān) (Amsheet, Líban, 21 de novembre de 1948) és un polític i militar libanès cristià maronita, president del Líban entre 2008 i 2014. Abans de ser elegit president, havia estat el cap de les Forces Armades Libaneses entre 1998 i 2008.